# Aviastar-TU-vlucht 1906
Aviastar-TU-vlucht 1906 was een vlucht die op 22 maart 2010 een noodlanding maakte nabij luchthaven Domodedovo, Moskou, Rusland.
Het vliegtuig, een Tupolev Tu-204 van de Russische maatschappij Aviastar Airlines, komende van Hurghada International Airport, Hurghada, Egypte, maakte een noodlanding op 22 maart 2010 om 02:34 uur lokale tijd (23.43 GMT-1), ongeveer een kilometer voor de eindbestemming: luchthaven Domodedovo, Moskou, Rusland. Bij de noodlanding raakten vier bemanningleden gewond.